# Mytek – Das Monster
Mytek – Das Monster (Mytek the Mighty) war eine englische Comic-Serie über die Abenteuer eines Riesen-Roboteraffen, die von 1964 bis 1970 im Verlag International Publishing Company UK erschien. Sie wurde von dem Comicautor Tom Tully geschaffen und von Bill Lacey, Eric Bradbury und anderen  gezeichnet. Übersetzungen erschienen in Deutschland (Verlag Gevacur AG, Schweiz, 1975 bis 1978) und Frankreich (King Kong le Robot, Editions de l’Occident, 1972 bis 1974 und 1977/78).

## Handlung und Charaktere
Mytek, die Hauptfigur der Serie, ist ein Riesenroboter in Gestalt eines Affen. Er wird von dem Wissenschaftler Professor Bohn („Arnold Boyce“ in der englischen Fassung) zusammen mit seinem Assistenten, dem Zwerg Gorga, gebaut. Bohn und Gorga arbeiten an einem Forschungsprojekt in Afrika. Dabei stoßen sie auf den kriegerischen Stamm der Akari, der die Lehmstatue eines Riesenaffen anbetet. Der Roboteraffe „Mytek“ ist dieser Lehmstatue nachgebildet; mit ihm will Bohn die Akari von einer friedlichen Koexistenz überzeugen. Gorga wendet sich jedoch gegen Bohn. Er stiehlt den Roboteraffen, programmiert ihn um und versucht – letztlich erfolglos – die Akari in den Krieg zu führen. Spätere Geschichten spielen in Nordamerika. Bohn und Mytek müssen unter anderem New York und Fort Knox retten, das von Gorga mit einem stählernen Roboter (Tyron) bedroht wird. Ein Nebencharakter der Mytek-Serie ist Dirk Mason („Dick Mason“), ein Freund von Professor Bohn.

## Veröffentlichungen
In England erschien die Serie Mytek the mighty von 1964 bis 1970 im wöchentlichen Comicmagazin Valiant des Verlages International Publishing Company UK. Reprints erschienen 1975/76 im Comicmagazin Vulcan, eine Fortsetzung wurde 1992 im Comic 2000 AD Action Special unter dem Titel Mytek Lives veröffentlicht (Autor: Si Spencer, Zeichner: Shaky Kane). Eine weitere Veröffentlichung erfolgte im Comicmagazin Albion (Band 6, Verlag Wildstorm, 2006).
Eine deutsche Übersetzung erschien unter dem Namen Mytek – Das Monster in den Jahren 1975 bis 1978 im Schweizer Gevacur-Verlag. Die vierfarbigen Geschichten wurden in den 176 Heften des Comicmagazins Kobra publiziert.
In Frankreich erschienen die Serie unter dem Namen King Kong le Robot. In den Jahren 1972 bis 1974 wurden im Verlag Editions de l’Occident 16 Hefte publiziert, die jeweils rund 100 bis 120 Druckseiten umfassten. Reprints erschienen 1977/78.